# Metopia perpendicularis
Metopia perpendicularis is een vliegensoort uit de familie van de dambordvliegen (Sarcophagidae). De wetenschappelijke naam van de soort is voor het eerst geldig gepubliceerd in 1890 door Frederik Maurits van der Wulp.